# Dan White
Daniel James "Dan" White, född 2 september 1946 i Long Beach, Kalifornien, död 21 oktober 1985 i San Francisco, Kalifornien, var en amerikansk politiker. White sköt den 27 november 1978 ihjäl San Franciscos borgmästare George Moscone och Harvey Milk, ledamot av San Franciscos stadsfullmäktige. White dömdes för dråp till sju års fängelse, av vilka han avtjänade fem. Hösten 1985 begick White självmord genom att gasa sig själv till döds i sitt garage.